# استیگ

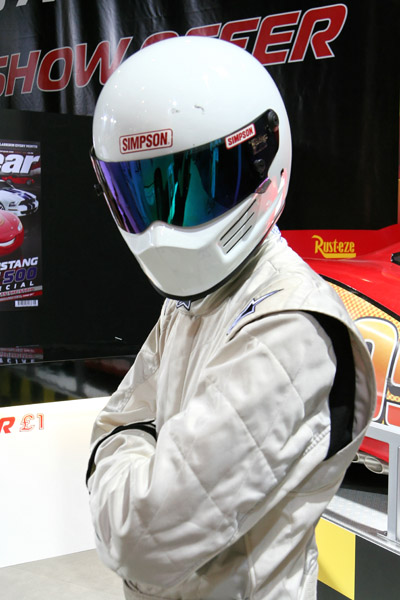
استیگ

استیگ (به انگلیسی: The Stig) نام یک کاراکتر در برنامه تلویزیونی تخت گاز است. هویت این کاراکتر در طول قسمت‌های این برنامه با پوشیدن کلاه معروفش ناشناس مانده‌است. این کاراکتر ساختهٔ جرمی کلارکسون مجری برنامه و اندی ویلمن تهیه‌کننده برنامه‌است. یکی از وظایف استیگ رانندگی خودروهایی است که در برنامه آزمایش می‌شوند تا زمان آن‌ها در پیست آزمایشی ثبت شود. همچنین وی مسئول آموزش مهمانان برنامه برای راندن در پیست آزمایشی و ثبت رکورد با اتوموبیل نه چندان گران برنامه‌است.
بی‌بی‌سی همیشه از اعلام رسمی هویت فردی که نقش استیگ را بازی می‌کند، خودداری کرده‌است. سؤال "چه کسی استیگ است؟" در اینترنت زیاد پرسیده شده‌است. هویت استیگ اول که سیاه‌پوش بود، پری مک‌کارتی بود که توسط یک روزنامه یکشنبه در ژانویه ۲۰۰۳ بعد از سری اول تخت‌گاز برملا شد. او در ویرایش دوم زندگی‌نامه‌اش این موضوع را تأیید کرد. استیگ اول در سال خود از برنامه خارج شد اما استیگ دوم نیز در زندگی‌نامه‌اش هویت خود را به عنوان بن کالینز نشان داد و بعد از آن از برنامه اخراج شد.
استیگ فعلی که سفیدپوش است دومین استیگ تخت گاز می‌باشد. در یکی از برنامه‌های قسمت دهم معلوم شد که مایکل شوماخر، راننده و قهرمان چندین دوره مسابقات فرمول یک، استیگ سفید پوش است. اما بی‌بی‌سی تأیید نکرد که ایا این فقط یک شوخی بوده‌است یا نه، بعدها سخنگوی برنامه اعلام کرد که در برنامه ویژه فراری شوماخر استیگ بوده‌است و ماشین خود را می‌رانده، اما هویت رانندگان در سایر موارد یک راز باقی خواهد ماند.